# Vela ai Giochi della XIX Olimpiade - Star
La competizione della classe Star di vela ai Giochi della XIX Olimpiade si è svolta nei giorni dal 14 al 21 ottobre 1968 nella baia di Acapulco.

## Partecipanti
| Nazione          | Equipaggio                               |
| ---------------- | ---------------------------------------- |
| Argentina        | Roberto Sieburger, Jorge Vago            |
| Australia        | David Forbes, Richard Williamson         |
| Bahamas          | Durward Knowles, Percy Knowles           |
| Brasile          | Erik Preben-Schmidt, Axel Preben-Schmidt |
| Canada           | Bruce Kirby, Oswald Blouin               |
| Danimarca        | Paul Elvstrøm, Poul Mik-Meyer            |
| Finlandia        | Peter Tallberg, Henrik Tallberg          |
| Germania Est     | Hartmann Bogumil, Udo Springsklee        |
| Germania Ovest   | Eckart Wagner, Fritz Kopperschmidt       |
| Gran Bretagna    | Stuart Jardine, James Ramus              |
| Italia           | Franco Cavallo, Camillo Gargano          |
| Messico          | Andrés Gerard Jr., Marcos Gerard         |
| Norvegia         | Peder Lunde Jr., Per Olav Wiken          |
| Portogallo       | Mário Quina, José Manuel Quina           |
| Svizzera         | Edwin Bernet, Rolf Amrein                |
| Spagna           | Juan Manuel Alonso, Juan María Alonso    |
| Stati Uniti      | Lowell North, Peter Barrett              |
| Svezia           | John Albrechtson, Ulf Norrman            |
| Ungheria         | Kálmán Tolnai, László Farkas             |
| Unione Sovietica | Timir Pinegin, Fëdor Šutkov              |

## Classifica finale
| Pos.    | Nazione          | Equipaggio                              | Punti Totali | 1ª regata | 1ª regata | 2ª regata | 2ª regata | 3ª regata | 3ª regata | 4ª regata | 4ª regata | 5ª regata | 5ª regata | 6ª regata | 6ª regata | 7ª regata | 7ª regata |
| Pos.    | Nazione          | Equipaggio                              | Punti Totali | P.F       | P.R       | P.F       | P.R       | P.F       | P.R       | P.F       | P.R       | P.F       | P.R       | P.F       | P.R       | P.F       | P.R       |
| ------- | ---------------- | --------------------------------------- | ------------ | --------- | --------- | --------- | --------- | --------- | --------- | --------- | --------- | --------- | --------- | --------- | --------- | --------- | --------- |
| Oro     | Stati Uniti      | Lowell North Peter Barrett              | 14,4         | 1         | 0,0       | 3         | 5,7       | 3         | 5,7       | 1         | 0,0       | 2         | 3,0       | 12        | 18,0      | 1         | 0,0       |
| Argento | Norvegia         | Peder Lunde Jr. Per Olav Wiken          | 43,7         | 2         | 3,0       | 1         | 0,0       | 6         | 11,7      | 11        | 17,0      | 7         | 13,0      | 7         | 13,0      | 2         | 3,0       |
| Bronzo  | Italia           | Franco Cavallo Camillo Gargano          | 44,7         | 9         | 15,0      | 2         | 3,0       | 4         | 8,0       | 8         | 14,0      | 1         | 0,0       | 4         | 8,0       | 6         | 11,7      |
| 4       | Danimarca        | Paul Elvstrøm Poul Mik-Meyer            | 50,4         | 3         | 5,7       | 6         | 11,7      | 10        | 16,0      | 7         | 13,0      | 5         | 10,0      | 1         | 0,0       | 5         | 10,0      |
| 5       | Bahamas          | Durward Knowles Percy Knowles           | 63,4         | 6         | 11,7      | DNS       | 26,0      | 2         | 3,0       | 3         | 5,7       | 4         | 8,0       | 9         | 15,0      | 14        | 20,0      |
| 6       | Australia        | David Forbes Richard Williamson         | 68,7         | 4         | 8,0       | 7         | 13,0      | 5         | 10,0      | 12        | 18,0      | DNF       | 26,0      | 6         | 11,7      | 4         | 8,0       |
| 7       | Brasile          | Erik Preben-Schmidt Axel Preben-Schmidt | 74,4         | 18        | 24,0      | 8         | 14,0      | 17        | 23,0      | 17        | 23,0      | 3         | 5,7       | 2         | 3,0       | 3         | 5,7       |
| 8       | Svizzera         | Edwin Bernet Rolf Amrein                | 75,0         | 10        | 16,0      | 4         | 8,0       | 1         | 0,0       | 10        | 16,0      | 13        | 19,0      | 11        | 17,0      | 12        | 18,0      |
| 9       | Svezia           | John Albrechtson Ulf Norrman            | 77,0         | 5         | 10,0      | 5         | 10,0      | 11        | 17,0      | 4         | 8,0       | DQ        | 28,0      | 13        | 19,0      | 7         | 13,0      |
| 10      | Gran Bretagna    | Stuart Jardine James Ramus              | 87,0         | 12        | 18,0      | 11        | 17,0      | 8         | 14,0      | 2         | 3,0       | 9         | 15,0      | 14        | 20,0      | 16        | 22,0      |
| 11      | Finlandia        | Peter Tallberg Henrik Tallberg          | 90,7         | 7         | 13,0      | 9         | 15,0      | 9         | 15,0      | 19        | 25,0      | 6         | 11,7      | 15        | 21,0      | 9         | 15,0      |
| 12      | Germania Ovest   | Eckart Wagner Fritz Kopperschmidt       | 96,0         | 8         | 14,0      | 12        | 18,0      | DNF       | 26,0      | 9         | 15,0      | 8         | 14,0      | 10        | 16,0      | 13        | 19,0      |
| 13      | Ungheria         | Kálmán Tolnai László Farkas             | 96,7         | 17        | 23,0      | 16        | 22,0      | 7         | 13,0      | 5         | 10,0      | 17        | 23,0      | 3         | 5,7       | DNF       | 26,0      |
| 14      | Germania Est     | Hartmann Bogumil Udo Springsklee        | 106,7        | 16        | 22,0      | 15        | 21,0      | 12        | 18,0      | 6         | 11,7      | 11        | 17,0      | 17        | 23,0      | 11        | 17,0      |
| 15      | Canada           | Bruce Kirby Oswald Blouin               | 107,0        | 14        | 20,0      | 18        | 24,0      | 14        | 20,0      | 15        | 21,0      | 16        | 22,0      | 5         | 10,0      | 8         | 14,0      |
| 16      | Unione Sovietica | Timir Pinegin Fëdor Šutkov              | 117,0        | 11        | 17,0      | 10        | 16,0      | 16        | 22,0      | 14        | 20,0      | 10        | 16,0      | DNF       | 26,0      | DNF       | 26,0      |
| 17      | Portogallo       | Mário Quina José Manuel Quina           | 119,0        | 13        | 19,0      | 13        | 19,0      | 15        | 21,0      | 13        | 19,0      | 12        | 18,0      | 18        | 24,0      | 17        | 23,0      |
| 18      | Spagna           | Juan Manuel Alonso Juan María Alonso    | 126,0        | DNF       | 26,0      | DNF       | 25,0      | 13        | 19,0      | 20        | 26,0      | DQ        | 28,0      | 8         | 14,0      | 10        | 16,0      |
| 19      | Messico          | Andrés Gerard Jr. Marcos Gerard         | 133,0        | 19        | 25,0      | 17        | 23,0      | 18        | 24,0      | 16        | 22,0      | 15        | 21,0      | 16        | 22,0      | 15        | 21,0      |
| 20      | Argentina        | Roberto Sieburger Jorge Vago            | 135,0        | 15        | 21,0      | 14        | 20,0      | 19        | 25,0      | 18        | 24,0      | 14        | 20,0      | 19        | 25,0      | DNF       | 26,0      |